# Notoceras
Notoceras é um género botânico pertencente à família Brassicaceae.